# 釘バット
釘バット（くぎバット、Spiked bat）とは、野球の木製バット（まれに金属バット）全体に釘をハリネズミの針状に打ち込み、対人打撃武器としたものの通称である。

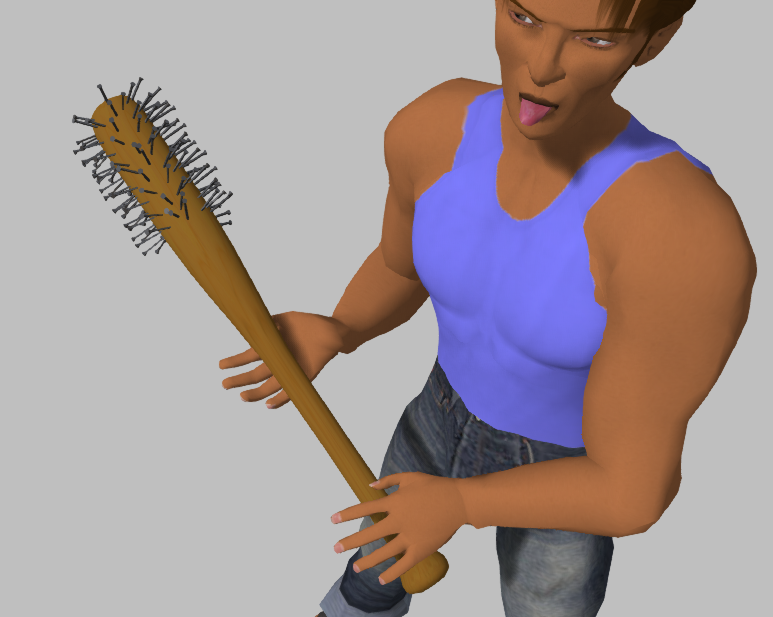

通常のバットでも十分凶器となり、現にバットを使った殺人事件も起きている。そのバットにさらに釘を多数打ち込むことにより、攻撃目標に打撲のみならず刺傷や裂傷を負わせることを企図した打撃用武器のひとつである。
さらにはその外観から鬼の持つ金棒やモーニングスターといったトゲ付きの棍棒を連想させ、相手を視覚的に威嚇するのも役立つ。
ただし、多くの釘バットの実装（漫画等の上での表現を含む）では、釘の先頭の尖った部分はバットの内部に刺さっており、頭部の平らな部分がバットの外に露出する形になっている。
このため釘が皮膚や衣服に埋没した際には抵抗となって抜けづらくなる可能性もあり、格闘時における武器としての有効性にはやや疑問が残る。
また、バットに用いられる木材は一般に堅く乾燥しており、不用意に打釘すれば割れることもあるため、手軽に作成することは難しい。割れを防ぐ、あるいは割れても形を保つために、ビニールテープにて補強して作成された。補強材にビニールテープが選ばれたのは、不良に学生鞄の取っ手にテープを巻き付ける文化があったため。
上記のような理由（および元々バット自体が武器でないこと）から、現実世界の戦闘場面で確実な殺傷を任務とする者（軍人・ヤクザ等）の武器として用いられることはほとんどなく、また、不良少年等が喧嘩で使用する場合も、意識的に作成することで成立する武器である事などから計画的殺意の嫌疑に対する証拠要素となりうるため、事後まで考慮すると、威嚇目的以上に有用なものとはいえない。
プロレスのデスマッチにおいては、観客に対して暴力性をアピールする目的で使用されることもある（同様に有刺鉄線を巻きつけたバットも使われる）。

## 釘バットでの殺戮例
1990年代にルワンダで起きたフツ族によるツチ族虐殺（ルワンダ紛争）の際、フツ族の民兵は現地語で「マス」と呼ばれる釘バットを使用している。多くのツチ族が釘バットでの殴打によって命を奪われていった。
マスは、釘をバットに打ち込んだ後に頭を切り落としヤスリで尖らせることで、殺傷力が増すように加工されていた。

## 歴史上実際に用いられた事件
- カウラ事件 - 脱走の際に、釘やフックで加工したバットを用いていたと当時のオーストラリア人は証言している。